# الشطرنج الماسوني
الشطرنج الماسوني  هو البديل للشطرنج اخترعها جورج ديكلي في عام 1983. تلعب اللعبة على رقعة الشطرنج حيث يتم تعديل بادئة صفوف الزوجية إلى اليمين حتى تشبه البناء بالطوب. يتم تمثيل تحركات القطع لهندسة جديدة، وفي نواح أخرى، اللعبة هي نفس لعبة الشطرنج .

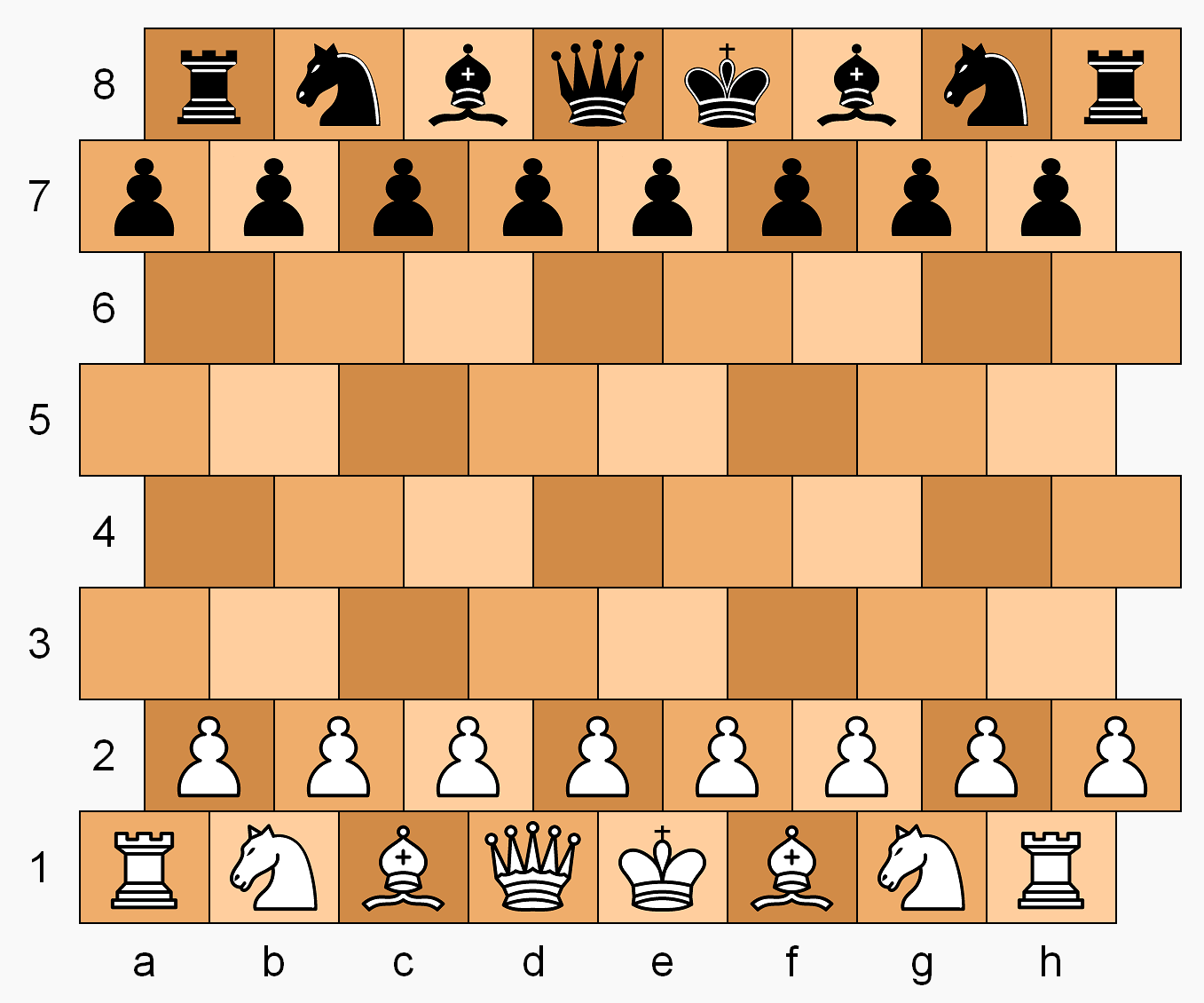
لوحة لعبة الشطرنج الماسوني ونقطة الانطلاق

## اللوح
خلايا اللوح مستطيلة قليلا، والمسافة البادئة تتبادل الصفوف المتعاقبة 30 درجة من الرأس، 30 درجة من الأفق، وهو نفس رقاع الشطرنج عندما يواجه اللاعبين قمم الخلية. (على سبيل المثال، الأحجار لديها ستة اتجاهات للحركة، وأحجار الشطرنج الماسونية تتحرك نفس الأحجار في لعبة الشطرنج سداسية دي فاسا والأساقفة الماسونية، ومع ذلك، تقتصر على الاتجاهات قطرية أربعة على الجانبين.) كما هو الحال مع لوحات القائم على عرافة، وتستخدم ثلاثة ألوان، لذلك لا الخلايا المجاورة هي نفس اللون، ويسلط الضوء على أقطار لوح الشطرنج.

## انظر ايضًا
- شطرنج تيمور لنك